# BMW F12 e F13
Le BMW F12 e F13 identificano i due modelli costituenti la terza generazione della BMW Serie 6, un'autovettura di fascia alta prodotta dal 2011 al 2018 dalla casa automobilistica tedesca BMW. La sigla F12 indica la versione cabriolet, mentre la sigla F13 indica la versione coupé.

## Profilo e storia

### Genesi del modello

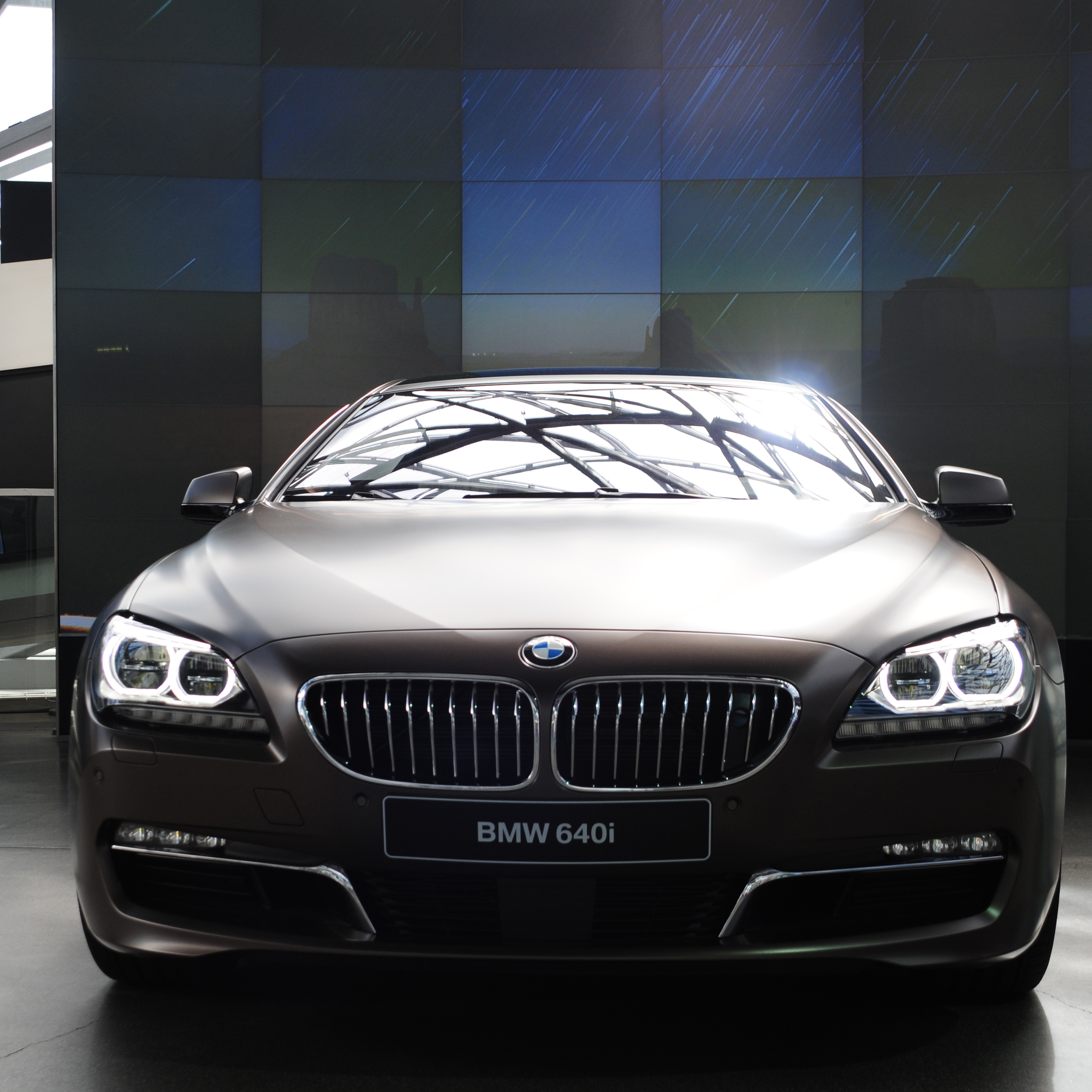
Dettaglio del frontale di una BMW 640i

Le prime immagini relative alla nuova Serie 6 in veste pressoché definitiva vennero diffuse dalla stampa specializzata all'inizio del 2010. Le immagini già evidenziavano due aspetti fondamentali: da una parte il nuovo corso stilistico introdotto da Adrian van Hooydonk, da poco divenuto chief designer presso il Centro Stile BMW, corso stilistico che in realtà riprende molto dal suo predecessore, Chris Bangle, ma lo reinterpreta in chiave meno estrema e più ammorbidita; il secondo aspetto stava nella reimpostazione dei volumi della carrozzeria, che prospettava stavolta un ritorno alla configurazione a tre volumi, non più utilizzata su una coupé BMW alto di gamma fin dal lontano 1989, quando venne pensionata la Serie 6 di allora, la E24.
Al Salone dell'automobile di Parigi di quell'anno, finalmente venne svelata la Serie 6 Concept, un prototipo ormai praticamente definitivo e che delineava in tutto e per tutto quella che sarebbe stata la nuova generazione della sportiva tedesca. La Concept di Parigi era di fatto una coupé a tre volumi, proprio come nei disegni diffusi in precedenza. La sua linea molto elegante ha suscitato grandissima ammirazione, tanto che la Serie 6 Concept è stata una delle vetture di maggior successo alla rassegna parigina.

### Debutto
Nonostante il successo ottenuto dalla coupé esposta a Parigi, è stata grande la sorpresa quando la Casa bavarese ha dichiarato, poco dopo la chiusura del Salone, che la nuova Serie 6 avrebbe esordito in configurazione cabriolet e solo successivamente come coupé. Una strategia insolita, in base alla quale la precedente BMW E64 è stata tolta dal commercio prima della coupé E63.
Per questo motivo, all'inizio del 2011, al Salone di Detroit, è stata ufficialmente presentata al pubblico la nuova Serie 6 Cabriolet, indicata dalla sigla F12. Contemporaneamente è stata anche tolta dal listino la E64, mentre la coupé E63 continua ad essere commercializzata pur non essendo più prodotta dalla BMW già dal mese di luglio dell'anno precedente.

### Design ed interni

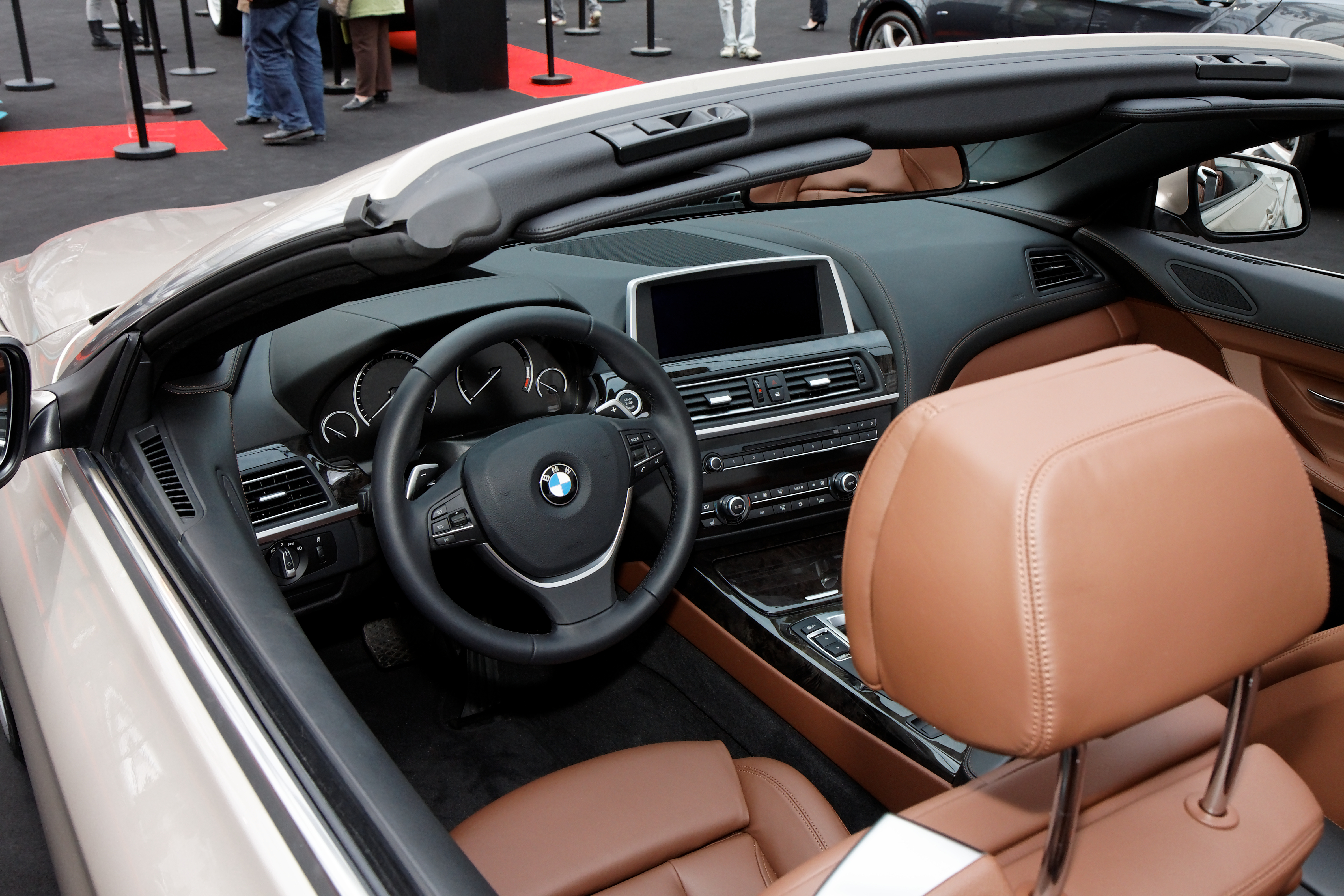
L'abitacolo di una 650i Cabriolet

La nuova cabriolet alto di gamma della Casa bavarese appare immediatamente più elegante della precedente, ma anche più aggressiva ed imponente. La maggior dose di eleganza traspare dalle linee disegnate dall'équipe guidata dal capo designer BMW Adrian Van Hooydonk, ed in particolare da Nader Faghihzadeh per quanto riguarda le linee esterne e Christian Bauer per gli interni. Si tratta di linee meno estreme rispetto a quelle della precedente Serie 6, più morbide e per certi versi anche più sobrie, pensate per mettere d'accordo una maggior fetta di potenziale clientela. L'imponenza e l'aggressività risultano inoltre superiori grazie alle dimensioni ed all'impostazione del corpo vettura. Più lunga di pochi cm, la Serie 6 F13 è anche più larga, il che tende a conferire un aspetto più imponente senza per questo risultare appesantito. Il lungo cofano motore e l'abitacolo abbastanza arretrato danno quel tocco di sportività necessario alla giusta grinta che questa vettura, nelle idee dei designer BMW, deve comunicare anche da ferma.
Il frontale è in pratica quasi lo stesso della concept esposta pochi mesi prima a Parigi: immutata è la calandra a doppio rene, così come il disegno dei gruppi ottici anteriori. Anche il paraurti anteriore è pressoché lo stesso, comprese le luci diurne a led, e lo stesso dicasi per il cofano motore, solcato da due nervature diagonali, che partono dagli angoli inferiori alla base del parabrezza, per terminare in corrispondenza del logo della Casa, posto appena sopra il "doppio rene". La fiancata propone nella parte inferiore un efficace gioco di superfici convesse e concave che coinvolge anche il parafango anteriore ed il suo disegno bombato. Sempre nel parafango anteriore, ma più in alto, una branchia laterale dà origine a una profonda nervatura che solca l'intera fiancata, passando per la maniglia della porta e terminando all'estremità posteriore, "tuffandosi" nelle plastiche dei gruppi ottici posteriori, che in quel punto sconfinano nella fiancata. Tali gruppi ottici, dal disegno ad L, sono una delle caratteristiche stilistiche della coda, dotata tra l'altro di un portellone del bagagliaio dal disegno concavo, e di un paraurti, da cui fanno capolino due grossi terminali di scarico a sezione quadrangolare.

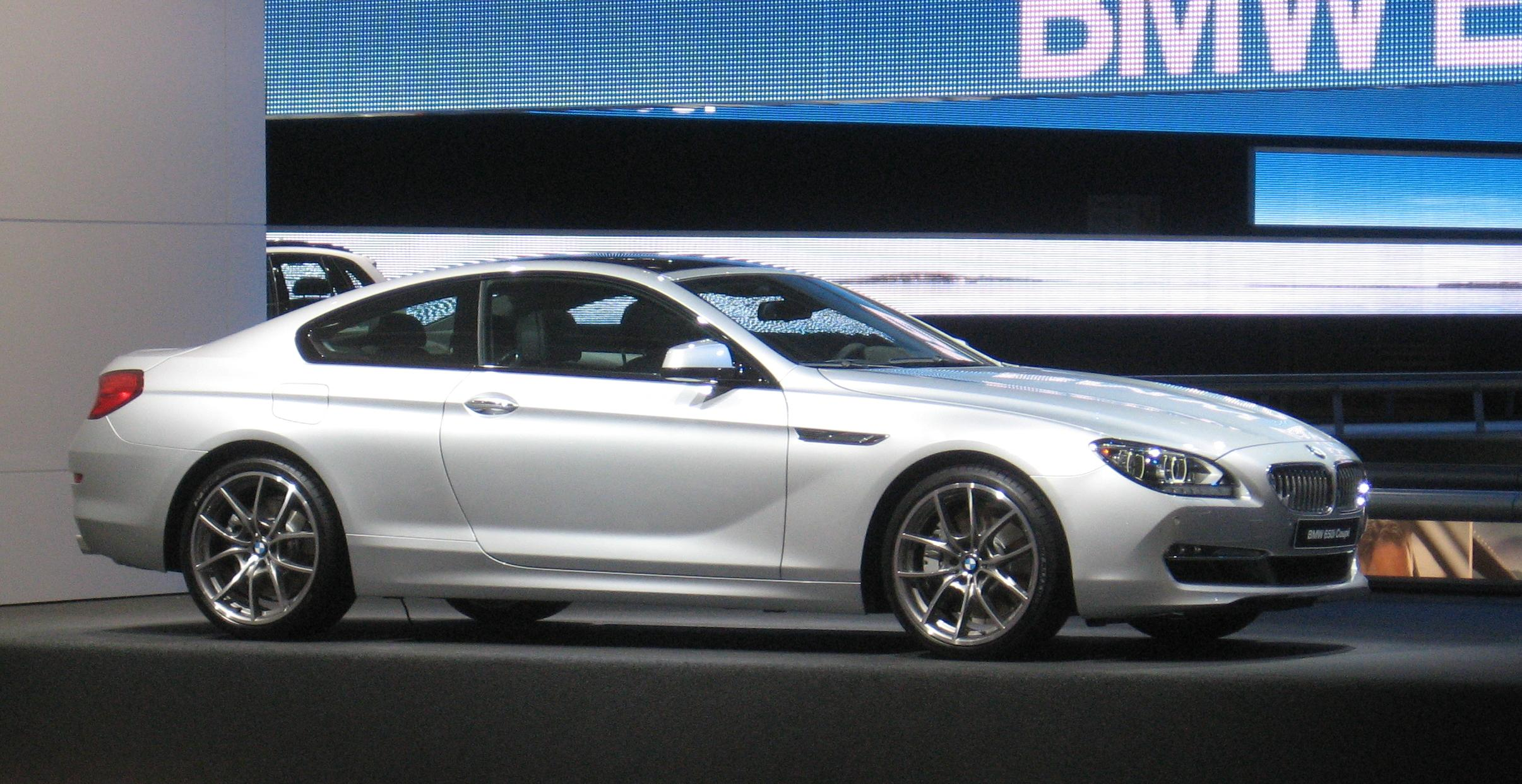
Linea laterale di una 650i Coupé F13

Nella parte superiore, la capote in tela (alla BMW si è deciso di mantenere questa soluzione dal sapore classico) assume un andamento a parabola quando la vettura è in configurazione chiusa. In tale configurazione è possibile notare la particolare conformazione "a pinne" della base dell'intelaiatura della capote stessa.
L'abitacolo, come da tradizione BMW, miscela armoniosamente eleganza e sportività, grazie al cruscotto con tecnologia black panel, dotato di strumentazione a quattro quadranti circolari che appare non appena si accende il quadro. L'ampia consolle centrale è dotata del grande schermo a dominare il tutto, mentre il disegno ad onda della plancia, che parte dalla zona del passeggero per terminare assottigliandosi a ridosso del tunnel è un altro degli elementi rimasti intatti rispetto alla concept di Parigi. Sopra la parte sottile del prolungamento della plancia, situata lungo il tunnel centrale, trova posto l'immancabile i-Drive per la gestione del computer di bordo, dell'impianto hi-fi e del navigatore satellitare. I sedili anteriori avvolgenti sono anch'essi un efficace mix di eleganza e sportività, e così anche quelli posteriori.

### Meccanica e motori
La meccanica della Serie 6 Cabrio F12 è derivata da quella della Serie 5 F10, presentata l'anno prima. Ritroviamo quindi avantreno e retrotreno in lega di alluminio, anche se maggiormente improntato ad una guida sportiva. L'avantreno è a doppio snodo con braccio a terra longitudinale e sistema anti-beccheggio, mentre il retrotreno è del tipo multilink Integral V, con braccio oscillante più tre bracci. Tale schema è dotato di supporti elastocinematici per l'ottimale assorbimento delle forze agenti sul retrotreno stesso, il quale è stato studiato per garantire un elevato isolamento acustico. Disponibile inoltre a richiesta anche il sistema Integral Active Steering, che garantisce un effetto autodirezionale al retrotreno, in modo da incrementare la precisione di guida.
L'impianto frenante prevede freni a disco autoventilanti sulle quattro ruote, tutti dotati di pistoncino singolo e pinza flottante.
Non mancano i sistemi elettronici di stabilità di guida: oltre agli ormai immancabili ABS ed ESP (all'inizio degli anni '10 del XXI secolo sono ormai presenti anche su molte vetture di segmento A), sono presenti anche il Dynamic Traction Control, il CBC e l'assistente elettronico alla frenata d'emergenza.
Lo sterzo si avvale del dispositivo Electronic Power Steering, un servocomando elettromeccanico che consente di impostare lo sterzo in chiave più o meno sportivo e che varia la sua incidenza a seconda della velocità di marcia.
La gamma motori prevista al debutto comprende due motorizzazioni a benzina:
- motore a 6 cilindri in linea da 2979 cm³ con doppia sovralimentazione mediante turbocompressore twin scroll e potenza massima di 320 CV;
- motore V8 da 4395 cm³ con sovralimentazione di tipo twin scroll e potenza massima di 407 CV.

Le due motorizzazioni, che spingono rispettivamente i modelli 640i e 650i, sono entrambe abbinate ad un cambio automatico ad 8 rapporti a controllo elettronico, e con sistema Start&Stop integrato.

### Allestimenti e dotazioni
Al suo debutto, la cabriolet F13 è prevista in due livelli di allestimento, denominati "base" e "Futura". Già nella 640i in allestimento base, ossia la variante meno costosa, la dotazione è assai ricca, e comprende: ABS, ESP, DTC, doppio airbag frontale, airbag laterali, airbag per la testa, antifurto, climatizzatore automatico, vetri elettrici, capote elettrica, cruise control con funzione freno, cerchi in lega, interni in pelle, fendinebbia, pneumatici run flat, poggiatesta anteriori attivi, sedile guida regolabile in altezza, sedili regolabili elettricamente, retrovisori elettrici riscaldabili, volante regolabile e radio con lettore CD.
Tra gli optional disponibili per l'allestimento "base" e di serie per il "Futura" vi sono: l'Active Steering, l'Integral Active Steering, l'Adaptive Light Control, il navigatore satellitare, l'interfaccia Bluetooth, i retrovisori fotocromatici e ripiegabili elettricamente ed i sensori di parcheggio. La lista optional comune a tutta la gamma, invece, comprende: Adaptive Drive, l'avvisatore di cambio corsia (Lane Departure Warning), i cerchi in lega da 19 pollici, il frangivento, il Night Vision, il Park Assistant, il riscaldamento con telecomando, i sedili anteriori riscaldabili, i sedili anteriori ad aerazione attiva, i sensori pressione pneumatici e la telecamera posteriore.

## Evoluzione

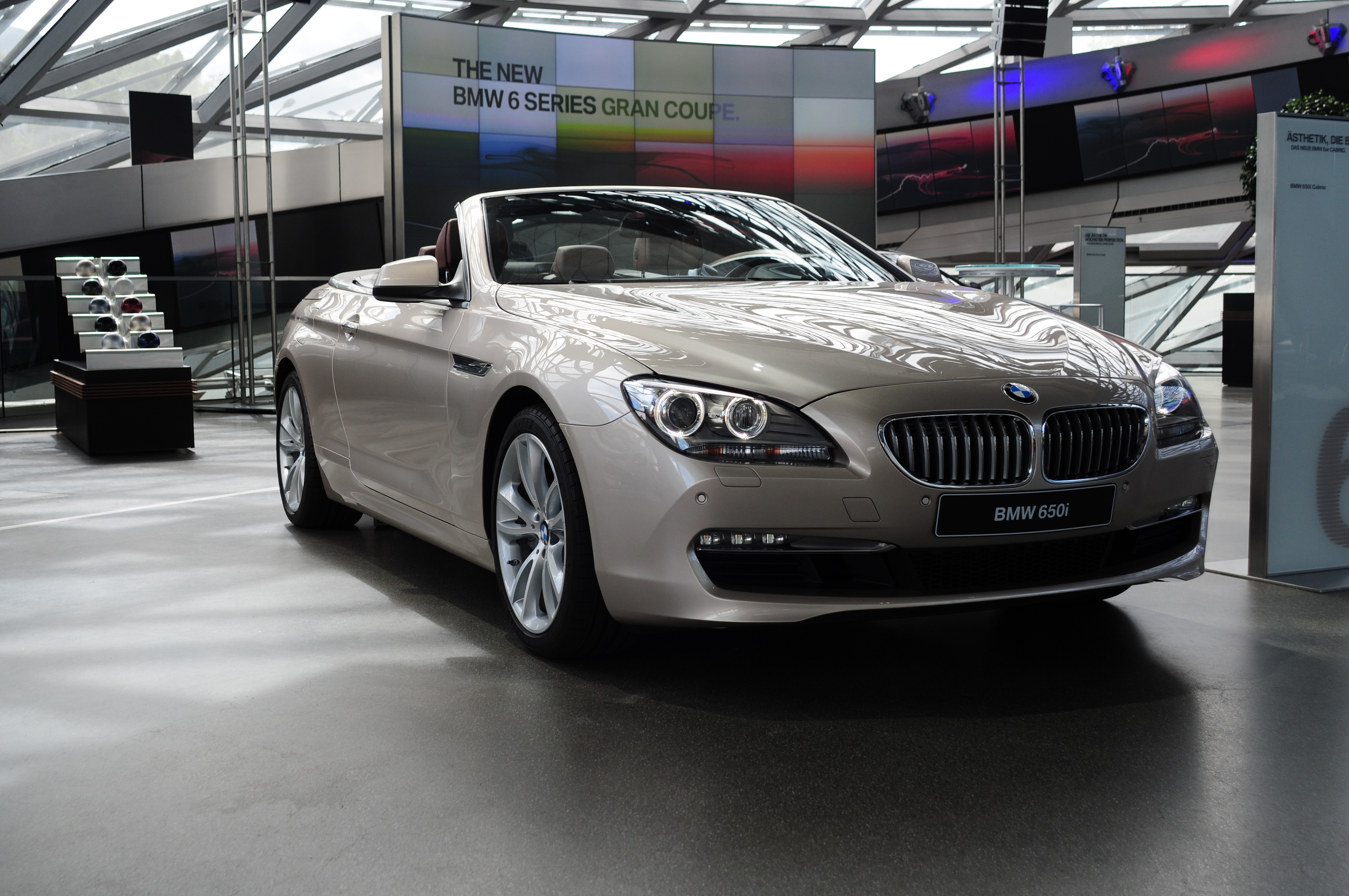
BMW 650i Cabriolet

La produzione della nuova cabriolet alto di gamma della Casa bavarese è stata avviata nel marzo del 2011, con le motorizzazioni e gli allestimenti descritti poco sopra. Per i primi mesi, come già detto, venne commercializzata la sola versione convertibile, ma dalla fine di agosto entra in listino anche la coupé (sigla di progetto F13), anch'essa dotata di una linea assai filante ed elegante, ed anch'essa proposta nella stessa gamma di motori ed allestimenti prevista per la cabriolet. La versione chiusa rispecchia fedelmente la concept presentata l'anno prima a Parigi e qualche mese prima del debutto al Salone di Shanghai nel mese di maggio. Presentata ufficialmente al Salone di Francoforte del 2011, la nuova Serie 6 Coupé è caratterizzata da una linea assai elegante ed imponente, e propone le stesse motorizzazioni della cabriolet.
Ma sempre al Salone di Francoforte, la casa di Monaco ha svelato anche quella che nelle sue intenzioni sarà la nuova motorizzazione con cui verrà proposta la gamma F12-F13, vale a dire la 640d, per l'occasione svelata con carrozzeria chiusa, la quale monta il 3 litri biturbo diesel da 313 CV. Non solo, ma sempre allo stand BMW di Francoforte è stata introdotta quella che invece rappresenta una primizia assoluta per una Serie 6, vale a dire la versione con trazione integrale xDrive, abbinata unicamente alla motorizzazione di punta. La 650 xDrive e la 640d entrano in listino due mesi dopo la presentazione.
Al Salone di Ginevra del 2012 è stata presentata la più sportiva delle Serie 6, ossia la M6; contemporaneamente comincia la produzione della 640d xDrive. Nella stessa occasione, poi, c'è stato il debutto di un modello inedito per la Casa bavarese, ossia la Serie 6 Gran Coupé, prima coupé a 4 porte BMW. Nell'estate dello stesso anno, la 650i in tutte e tre le varianti di carrozzeria passò da 407 a 450 CV.

### Restyling 2015
Dopo tale aggiornamento non vi furono più novità di rilievo per due anni e mezzo: nella primavera del 2015 si ha la prima grande novità dopo tanto tempo, consistente nel restyling di mezza età. Si tratta però di un aggiornamento visibile solo in alcuni dettagli, come il leggero aggiornamento della calandra a doppio rene, l'arrivo dei nuovi fari anteriori con tecnologia interamente a led dalla inedita trama interna e paraurti con nuovi inserti inferiori su ambedue gli assi. La gamma motori rimane invariata.
Nel febbraio del 2017 è cessata la produzione della sola versione coupé, ma tale versione è rimasta a listino in vari mercati fino allo smaltimento delle scorte giacenti nei rispettivi magazzini, in taluni casi fino all'inizio dell'anno seguente. Le altre due versioni (cabriolet e Gran Coupé) hanno invece continuato ad essere prodotte fino all'autunno del 2018. Nel frattempo è stata lanciata sul mercato la seconda generazione della Serie 8, più grande e più moderna. A quel punto, l'unico modello della gamma BMW a recare la denominazione Serie 6 è la versione GT, lanciata circa un anno prima ma basata sul pianale modulare CLAR della contemporanea Serie 5.

## Motorizzazioni
Di seguito vengono riepilogate le caratteristiche delle varie versioni previste per la gamma F12-F13. I prezzi riportati si riferiscono al livello di allestimento meno costoso ed al momento del debutto nel mercato italiano:
| Modello            | Carrozzeria        | Motore             | Cilindrata cm³     | Alimentazione                            | Potenza CV/rpm     | Coppia Nm/rpm      | Trazione           | Cambio/ N°rapporti                | Massa a vuoto (kg) | Velocità max       | Acceler. 0–100 km/h | Consumo (l/100 km) | Emissioni CO2 (g/km) | Anni di produzione |
| Versioni a benzina | Versioni a benzina | Versioni a benzina | Versioni a benzina | Versioni a benzina                       | Versioni a benzina | Versioni a benzina | Versioni a benzina | Versioni a benzina                | Versioni a benzina | Versioni a benzina | Versioni a benzina  | Versioni a benzina | Versioni a benzina   | Versioni a benzina |
| ------------------ | ------------------ | ------------------ | ------------------ | ---------------------------------------- | ------------------ | ------------------ | ------------------ | --------------------------------- | ------------------ | ------------------ | ------------------- | ------------------ | -------------------- | ------------------ |
| 640i               | Coupé              | N55B30             | 2979               | Iniezione diretta                        | 320/ 5800-6000     | 450/ 1300-4500     | P                  | Automatico sequenziale 8 rapporti | 1.660              | 250                | 5"4                 | 7.6                | 177                  | 09/2011-02/2017    |
| 640i               | Cabrio             | N55B30             | 2979               | Iniezione diretta                        | 320/ 5800-6000     | 450/ 1300-4500     | P                  | Automatico sequenziale 8 rapporti | 1.840              | 250                | 5"7                 | 8                  | 185                  | 01/2011-09/2018    |
| 650i               | Coupé              | N63B44             | 4395               | Iniezione diretta + due turbocompressori | 407/ 5500-6400     | 600/ 1750-4500     | P                  | Automatico sequenziale 8 rapporti | 1.770              | 250                | 4"9                 | 10.6               | 246                  | 09/2011-07/2012    |
| 650i               | Coupé              | N63B44             | 4395               | Iniezione diretta + due turbocompressori | 450/ 5500-6000     | 650/ 2000-4500     | P                  | Automatico sequenziale 8 rapporti | 1.795              | 250                | 4"6                 | 8.7                | 199                  | 07/2012-02/2017    |
| 650i               | Cabrio             | N63B44             | 4395               | Iniezione diretta + due turbocompressori | 407/ 5500-6400     | 600/ 1750-4500     | P                  | Automatico sequenziale 8 rapporti | 1.940              | 250                | 5"                  | 10.8               | 249                  | 01/2011-07/2012    |
| 650i               | Cabrio             | N63B44             | 4395               | Iniezione diretta + due turbocompressori | 450/ 5500-6000     | 650/ 2000-4500     | P                  | Automatico sequenziale 8 rapporti | 1.940              | 250                | 4"6                 | 9                  | 208                  | 07/2012-09/2018    |
| 650i xDrive        | Coupé              | N63B44             | 4395               | Iniezione diretta + due turbocompressori | 407/ 5500-6400     | 600/ 1750-4500     | I                  | Automatico sequenziale 8 rapporti | 1.855              | 250                | 4"8                 | 11.4               | 263                  | 09/2011-07/2012    |
| 650i xDrive        | Coupé              | N63B44             | 4395               | Iniezione diretta + due turbocompressori | 450/ 5500-6000     | 650/ 2000-4500     | I                  | Automatico sequenziale 8 rapporti | 1.855              | 250                | 4"4                 | 9.2                | 213                  | 07/2012-02/2017    |
| 650i xDrive        | Cabrio             | N63B44             | 4395               | Iniezione diretta + due turbocompressori | 407/ 5500-6400     | 600/ 1750-4500     | I                  | Automatico sequenziale 8 rapporti | 1.980              | 250                | 4"9                 | 11.4               | 266                  | 09/2011-07/2012    |
| 650i xDrive        | Cabrio             | N63B44             | 4395               | Iniezione diretta + due turbocompressori | 450/ 5500-6000     | 650/ 2000-4500     | I                  | Automatico sequenziale 8 rapporti | 1.980              | 250                | 4"5                 | 9.3                | 217                  | 07/2012-09/2018    |
| M6                 | Coupé              | S63TUB44A          | 4395               | Iniezione diretta + due turbocompressori | 560/ 6000-7000     | 680/ 1500-5750     | P                  | DKG 7 rapporti                    | 1.925              | 250                | 4"2                 | 9.9                | 232                  | 03/2012-02/2017    |
| M6                 | Cabrio             | S63TUB44A          | 4395               | Iniezione diretta + due turbocompressori | 560/ 6000-7000     | 680/ 1500-5750     | P                  | DKG 7 rapporti                    | 2.055              | 250                | 4"3                 | 10.3               | 239                  | 03/2012-09/2018    |
| M6 Competition     | Coupé              | S63TUB44A          | 4395               | Iniezione diretta + due turbocompressori | 575/ 6000-7000     | 680/ 1500-6000     | P                  | DKG 7 rapporti                    | 1.925              | 250                | 4"1                 | 9,9                | 232                  | 07/2012-04/2015    |
| M6 Competition     | Coupé              | S63TUB44A          | 4395               | Iniezione diretta + due turbocompressori | 600/ 6000-7000     | 700/ 1500-6000     | P                  | DKG 7 rapporti                    | 1.925              | 250                | 3"9                 | 9,9                | 232                  | 05/2015-04/2018    |
| M6 Competition     | Cabrio             | S63TUB44A          | 4395               | Iniezione diretta + due turbocompressori | 575/ 6000-7000     | 680/ 1500-6000     | P                  | DKG 7 rapporti                    | 2.055              | 250                | 4"2                 | 10,3               | 239                  | 07/2012-04/2015    |
| M6 Competition     | Cabrio             | S63TUB44A          | 4395               | Iniezione diretta + due turbocompressori | 600/ 6000-7000     | 700/ 1500-6000     | P                  | DKG 7 rapporti                    | 2.055              | 250                | 4"                  | 10,3               | 239                  | 05/2015-04/2018    |
| Versioni a gasolio |                    |                    |                    |                                          |                    |                    |                    |                                   |                    |                    |                     |                    |                      |                    |
| 640d               | Coupé              | N57D30T0           | 2993               | Bi-Turbodiesel common rail               | 313/4400           | 630/ 1500-2500     | P                  | AS/8                              | 1.790              | 250                | 5"5                 | 5.5                | 143                  | 09/2011-02/2017    |
| 640d               | Cabrio             | N57D30T0           | 2993               | Bi-Turbodiesel common rail               | 313/4400           | 630/ 1500-2500     | P                  | AS/8                              | 1.935              | 250                | 5"6                 | 5.6                | 147                  | 09/2011-09/2018    |
| 640d xDrive        | Coupé1             | N57D30T0           | 2993               | Bi-Turbodiesel common rail               | 313/4400           | 630/ 1500-2500     | I                  | AS/8                              | 1.870              | 250                | 5"2                 | 5.8                | 149                  | 03/2012-02/2017    |
| 640d xDrive        | Cabrio             | N57D30T0           | 2993               | Bi-Turbodiesel common rail               | 313/4400           | 630/ 1500-2500     | I                  | AS/8                              | 2.005              | 250                | 5"4                 | 5.9                | 154                  | 03/2012-09/2018    |

## Attività sportiva

### BMW M6 GT3

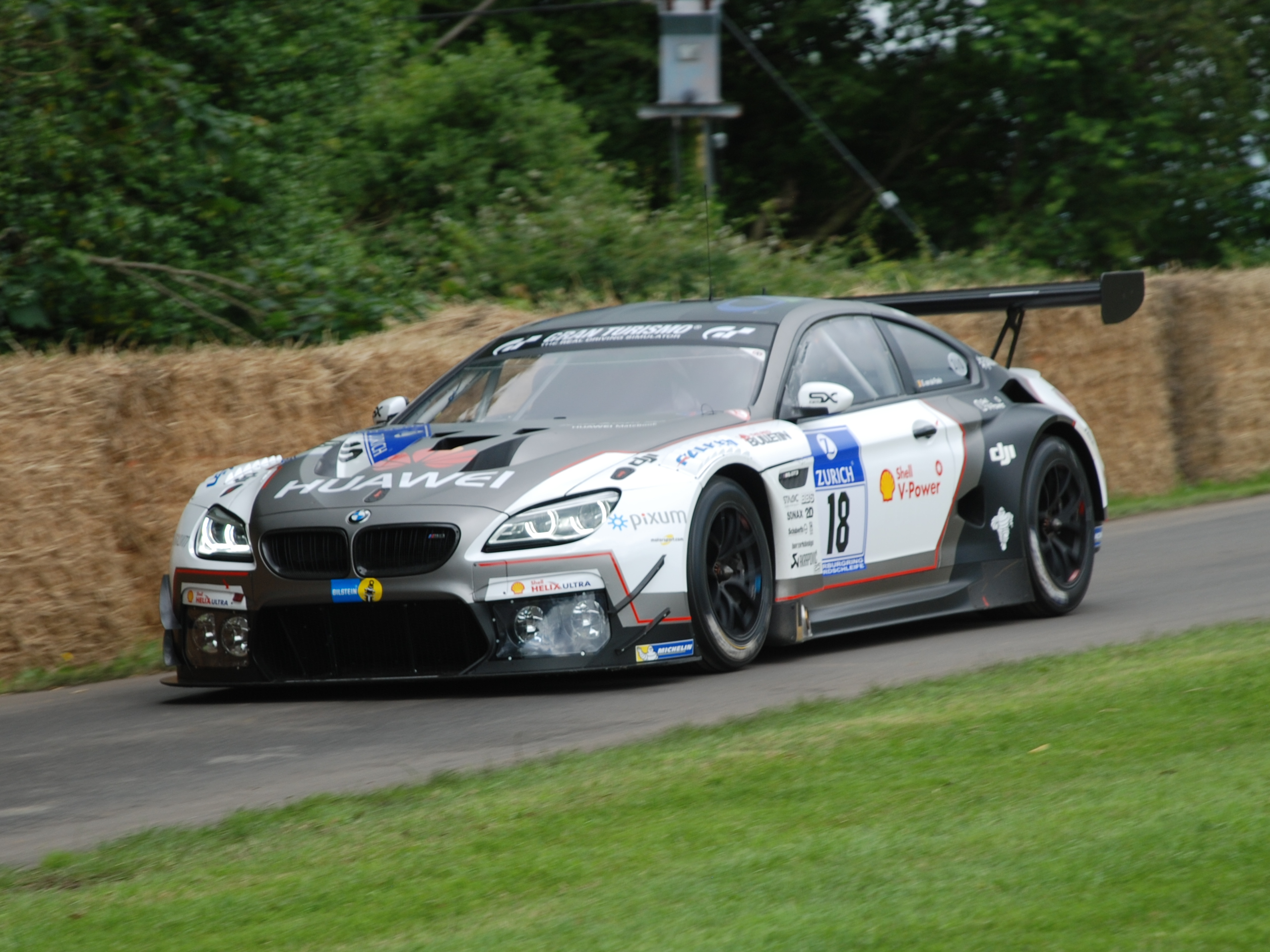
BMW M6 GT3 del 2016 al festival di Goodwood

Intorno all'inizio del 2015, la BMW Motorsport ha iniziato a sviluppare la sostituta della BMW Z4 GT3 che era impiegata nelle competizioni gran turismo dal 2010, e i tecnici hanno selezionato la M6 come modello base per realizzarne l'erede. Durante tutto l'anno, la sezione ha progettato la M6 per rispondere alle specifiche FIA GT3. A differenza della Z4 GT3, che utilizza un motore derivato dalla BMW M3, il motore della M6 GT3 è rimasto quasi sostanzialmente invariato rispetto a quello del modello di produzione della M6. Il motore ha ricevuto solo alcune modifiche e migliorie per l'uso agonistico. Nel maggio 2015, a Dingolfing, il collaudatore BMW Jörg Müller ha guidato la M6 GT3 nel suo primo test per lo sviluppo, per poi essere stata svelata verso la fine dell'anno.
Con la M6 come veicolo base, la BMW voleva sradicare le principali critiche ricevuta dalla sua predecessore. In confronto, la BMW Z4 era un veicolo significativamente più compatto rispetto alla concorrenza, con l'interasse estremamente corto per favorire agilità.
A causa della mancanza di una coupé compatta nella gamma di modelli della casa dell'elica dotata di motore V8, la BMW ha optato per l'utilizzo della M6. La vettura partiva da un peso di circa 1925 kg nella versione di serie fino ad essere alleggerita a 1300 kg per quella da corsa, con una posizione di guida arretrata nel mezzo dell'abitacolo, la trasmissione posta sull'asse posteriore con schema transaxle per una migliore distribuzione dei pesi. La scocca autoportante utilizza un corpo in acciaio a cui è saldato una cellula di sicurezza della FIA. La carrozzeria è completamente in fibra di carbonio. Il motore della BMW M6 GT3 si basa sul motore di serie da 4,4 litri con tecnologia Twin Turbo Power M che viene già utilizzato nella coupé stradale da 585 CV di potenza. Esso inoltre è stato modificato solo nel alimentazione e nell'intercooler. La trasmissione è automatica con comandi al volante. La M6 GT3 ha freni con pinze a 4 pistoncini sull'asse posteriore e a 6 sull'asse anteriore. La BMW M6 è dotata di dispositivi elettronici come un ABS con taratura da corsa ad intervento ritardato e il controllo della trazione (ASC). A differenza della Z4, la M6 GT3 ha anche il controllo elettronico della stabilità (DSC). Davanti al posto guida vi è un volante multifunzione stile Formula 1 e un display a colori che fa da quadro strumenti.
La M6 GT3 al suo primo anno di debutto nel 2016 ha conquistato la vittoria assoluta alla 24 Ore di Spa 2016 guidata dai piloti Philipp Eng, Maxime Martin e Alexander Sims. La vettura ha ottenuto successi nei campionati di tutto il mondo, con le vittorie nel VLN, nel Campionato Italiano GT e Campionato Super GT.